# Lampe Berger
Lampe Berger is een Frans bedrijf gevestigd in Bourgtheroulde. Het bedrijf houdt zich bezig met luchtzuivering en interieurparfums.

## Geschiedenis
Het bedrijf is rond 1910 opgericht door Maurice Berger, van oorsprong een apotheker. Hij wilde de bacterieoverdracht die plaatsvond in grote ziekenhuiszalen verminderen door de lucht te reinigen. Hij verhitte daartoe keramisch materiaal dat via een lont in contact stond met alcohol. Na aanvankelijk de steen met een vlam te verhitten kwam er katalytische verbranding van de alcohol op gang. Dat proces hield zichzelf in stand bij een veel lagere temperatuur. Het principe van deze katalystische verbranding berust op een ontdekking van Justus von Liebig en Charles Gerhardt. Berger patenteerde zijn idee in 1898 en noemde het de Lampe Berger. De bewering dat op deze manier bacteriën in de passerende lucht worden gedood, is niet bewezen.
Later werden etherische oliën aan de alcohol toegevoegd om de omgeving te parfumeren. In samenwerking met de Franse glasmaker Émile Gallé zijn verschillende glazen modellen gemaakt. Verschillende Franse ontwerpers, onder wie Chantal Thomas, Hilton Mc Connico en René Lalique hebben voor het bedrijf ontworpen.